# Мыканув (гмина)
Мыканув (пол. Mykanów) — сельская гмина (волость) в Польше, входит как административная единица в Ченстоховский повет, Силезское воеводство. Население — 13 759 человек (на 2004 год).

## Демография
| Перепись                       | Всего   | Всего | Женщины | Женщины | Мужчины | Мужчины |
| ------------------------------ | ------- | ----- | ------- | ------- | ------- | ------- |
| Единицы                        | человек | %     | человек | %       | человек | %       |
| Население                      | 13 759  | 100   | 6908    | 50,2    | 6851    | 49,8    |
| Плотность населения (чел./км²) | 97,8    | 97,8  | 49,1    | 49,1    | 48,7    | 48,7    |

## Поселения
1. Адамув
2. Боровно
3. Цыкажев-Пулноцны
4. Чарны-Ляс
5. Грабова
6. Ямно
7. Кокава
8. Кузница-Кеджиньска
9. Кузница-Лехова
10. Любойна
11. Лохыня
12. Мыканув
13. Новы-Бронишев
14. Новы-Коцин
15. Осины
16. Радосткув
17. Русинув
18. Рыбна
19. Стары-Бронишев
20. Стары-Цыкажев
21. Стары-Коцин
22. Вежховиско
23. Воля-Ханковска

## Соседние гмины
1. Ченстохова
2. Гмина Клобуцк
3. Гмина Кломнице
4. Гмина Крушина
5. Гмина Медзьно
6. Гмина Нова-Бжезница
7. Гмина Рендзины